# Vụ giết Phan Hiểu Dĩnh
Phan Hiểu Dĩnh (tiếng Trung: 潘曉穎; tiếng Anh: Amber Poon Hiu-wing) là một người phụ nữ 20 tuổi đến từ Hồng Kông, đã bị sát hại tại Đài Bắc vào ngày 17 tháng 2 năm 2018 khi đang đi nghỉ với bạn trai Trần Đồng Giai (Chan Tong-kai), lúc đó 19 tuổi và cũng đến từ Hồng Kông. Trần thừa nhận với chính quyền Hồng Kông anh ta đã giết bạn gái của mình trong một phòng khách sạn, lấy trộm đồ đạc của cô, để xác cô bạn gái tại một bụi cây ở ngoại ô Đài Bắc và bay về Hồng Kông. Vì vụ án mạng xảy ra ở Đài Loan, nơi chính quyền ở Hồng Kông không có quyền tài phán, nên không thể buộc tội Trần Đồng Giai giết người và chỉ có thể kết án về tội danh rửa tiền. Trần cũng không thể bị dẫn độ về Đài Loan vì giữa Hồng Kông và Đài Loan không có hiệp ước dẫn độ.
Vào tháng 2 năm 2019, Chính phủ Hồng Kông đã viện dẫn vụ án là lý do căn bản để chính phủ thúc đẩy soạn thảo dự luật dẫn độ nhằm thiết lập một cơ chế bàn giao nghi phạm ở Hồng Kông (dưới sự chỉ đạo của Đặc khu trưởng Hồng Kông) cho các quốc gia và vùng lãnh thổ chưa có hiệp ước dẫn độ chính thức hay bất kỳ khu vực tài phán nào. Dự luật sẽ cho phép Hồng Kông dẫn độ Trần Đồng Giai sang Đài Loan. Tuy nhiên, lại có những lo ngại về việc bị dẫn độ sang Trung Quốc đại lục nên nhiều người Hồng Kông đã phản đối dự luật và đi biểu tình. Do đó, vụ án giết người thường được giới truyền thông nhắc tới cuối cùng đã gây ra tình trạng bất ổn kéo dài hàng tháng.